# Knollathyrus
De knollathyrus (Lathyrus linifolius, synoniem: Lathyrus montanus) is een vaste plant, die behoort tot de vlinderbloemenfamilie (Leguminosae). De soort staat op de Nederlandse Rode Lijst van planten als zeer zeldzaam en zeer sterk afgenomen. Deze plant is in Nederland wettelijk beschermd sinds 1 januari 2017 door de Wet Natuurbescherming. De plant komt van nature voor in het westen en midden van Europa. De plant komt voor in het oosten van Nederland en in Zuid-Limburg.
De plant wordt 15-40 cm hoog en heeft een gevleugelde stengel. De plant heeft opgezwollen wortelstokken, vandaar de naam knollathyrus. De bladeren bestaan uit twee of drie paar deelblaadjes en hebben geen ranken. De deelblaadjes zijn zeer variabel van vorm van elliptisch tot smal lijnvormig, 2-5 cm lang en 0,3-0,8 cm breed.
De knollathyrus bloeit van april tot juni met rode, 11-15 mm lange bloemen die later blauw verkleuren. Een tweede keer kan de plant in de herfst bloeien. De bloeiwijze is een tros waaraan drie tot vijf bloempjes zitten.
De vrucht is een gladde, bijna ronde 3-4 cm lange en 0,4-0,5 cm brede peul. De peul heeft een korte snavel en is rijp leerbruin tot zwartbruin gekleurd. In de peul zitten ongeveer tien gladde bijna ronde zaden, die oker- tot roodachtiggeel van kleur zijn.
De plant komt voor aan bosranden en op leemhoudende gronden in bermen en vergraste heidevelden.

## Toepassingen
Vroeger werden de zoete, enigszins naar kastanjes smakende wortelstokken gebruikt bij diarree, bloedingen en zweren. In Schotland werd er een alcoholische drank van gemaakt. Ook werden ze daar gedroogd gegeten en als eten voor onderweg meegenomen. Verder wordt het honger- en dorstgevoel onderdrukt.
Een andere soort die vroeger wel werd geconsumeerd is de aardaker (Lathyrus tuberosus).

## Namen in andere talen
- Duits: Berg-Platterbse
- Engels: Bitter vetch
- Frans: Gesse des montagnes